# Taxi de minuit
Pour l’article homonyme, voir Taxi de minuit (film, 1928).
Pour plus de détails, voir Fiche technique et Distribution.
Taxi de minuit est un moyen métrage français réalisé par Albert Valentin, sorti en 1934.

## Synopsis
Paula Winter, sympathique chef de file d'un orchestre féminin, a des soucis avec une bande de trafiquants qui exigent son aide. Fred, un chauffeur de taxi amoureux d'elle, va la tirer d'affaire grâce à quelques amis.

## Fiche technique
- Titre : Taxi de minuit
- Réalisation : Albert Valentin
- Scénario : Jacques Prévert et Lilo Dammert[1] (Liselotte Dammert), d'après une nouvelle de Charles Radina
- Photographie : Gérard Perrin[2]
- Son : Georges Leblond[3]
- Musique : Sasha Kwatt
- Scripte : Jacqueline Audry
- Montage : Lucienne Déméocq
- Société de production : Films Sonores Tobis
- Pays d'origine :  France
- Format : Noir et blanc - 35 mm - 1,37:1
- Genre : Comédie
- Durée : 33 minutes
- Date de sortie : France, 1934

## Distribution
- Pola Illéry : Paula Winter
- George Rigaud : Fred
- Gaston Modot : Jeff, chef des trafiquants
- Raymond Aimos
- Paul Amiot
- Maurice Baquet
- Roger Blin
- Arthur Devère
- Elmire Vautier
- Simone Héliard[4]